# Esson
Esson är en kommun i departementet Calvados i regionen Normandie i norra Frankrike. Kommunen ligger i kantonen Thury-Harcourt som ligger i arrondissementet Caen. År 2022 hade Esson 570 invånare.

## Befolkningsutveckling
Antalet invånare i kommunen Esson
Referens: INSEE